# Zheng Xiulin
Zheng Xiulin (chiń. upr. 郑秀琳; chiń. trad. 鄭秀琳; pinyin Zhèng Xiùlín; ur. 21 lipca 1966 w Liaoningu) – chińska koszykarka, występująca na pozycjach rzucającej lub niskiej skrzydłowej, reprezentantka kraju, medalistka międzynarodowych imprez koszykarskich, po zakończeniu kariery zawodniczej trenerka koszykarska.

## Osiągnięcia
Na podstawie, o ile nie zaznaczono inaczej.

### Reprezentacja
- Wicemistrzyni olimpijska (1992)[3][4][5]
- Uczestniczka mistrzostw świata (1990 – 9. miejsce)[6]